# Острувек (гміна Шудзялово)
Острувек (пол. Ostrówek) — село в Польщі, у гміні Шудзялово Сокульського повіту Підляського воєводства.
Населення — 79 осіб (2011).
У 1975-1998 роках село належало до Білостоцького воєводства.

## Демографія
Демографічна структура станом на 31 березня 2011 року:
|          | Загалом | Допрацездатний вік | Працездатний вік | Постпрацездатний вік |
| -------- | ------- | ------------------ | ---------------- | -------------------- |
| Чоловіки | 42      | 6                  | 25               | 11                   |
| Жінки    | 37      | 5                  | 17               | 15                   |
| Разом    | 79      | 11                 | 42               | 26                   |